# ورد شبه منحدر
ورد شبه منحدر (الاسم العلمي:Rosa subcollina) هو نوع من النباتات يتبع جنس الورد من الفصيلة الوردية.